# Triglachromis otostigma
Triglachromis otostigma (Syn.: Limnochromis otostigma) ist eine afrikanische Buntbarschart, die endemisch im ostafrikanischen Tanganjikasee vorkommt. 

## Merkmale
Triglachromis otostigma hat einen langgestreckten Körper und wird 10 bis 12 cm lang. Der Kopf ist relativ breit. In den Kiefern befinden sich 2 bis 3 Reihen konischer Zähne, wobei die äußeren Zähne viel größer sind und fast waagerecht stehen. Die Zähne auf der Pharyngealia sind sehr klein und in den meisten Fällen zweispitzig. Die Anzahl der Kiemenrechen liegt bei 12 bis 14. In einer Längsreihe zählt man 35 bis 37 Schuppen. Die Basis der Brustflossen und eine Zone vor den Bauchflossen sind unbeschuppt. Die Rückenflosse hat 15 oder 16 Flossenstacheln, die jeweils in einem kurzen, biegsamen Filament enden, und 8 bis 10 Weichstrahlen. Die Afterflosse wird von drei Hart- und 7 oder 8 Weichstrahlen gestützt. Im Unterschied zur gegabelten Schwanzflosse von Limnochromis ist die von Triglachromis otostigma abgerundet. Der äußere Bauchflossenstrahl ist lang, nicht mit Flossenmembran mit den übrigen verbunden und kann unabhängig von den anderen bewegt und z. B. nach unten gebogen werden, um im Schlamm als Fühler zu dienen. Dies erinnert an die beweglichen Bauchflossenstrahlen der Knurrhähne und veranlasste die belgischen Ichthyologen Max Poll und Thys van den Audenaerde die Art von Limnochromis zu trennen und sie der monotypischen Gattung Triglachromis zuzuordnen. Trigla ist der Gattungsname des Leierknurrhahns und Chromis ist eine Riffbarschgattung; der Begriff wird aber, immer in Kombination mit einem vorangestellten Zusatz, auch zur Bezeichnung von Buntbarschgattungen verwendet.
Die Art ist bräunlich bis kupferfarbenen und zeigt auf den Körperseiten leicht schräg stehende Streifen von schmalen, metallisch bläulichen bis perlmuttfarbenen Schuppen. Die Rückenflosse ist graubraun, Afterflosse und Bauchflossen bläulich.

## Lebensweise
Triglachromis otostigma lebt über Schlammböden in Ufernähe bis in größeren Tiefen und ernährt sich von Kieselalgen, Mikroorganismen und größeren Wirbellosen. Wie alle Limnochromini sind die Fische Maulbrüter.